# Jenő Kalmár
Jenő Kalmár, auch János Kalmár, (* 21. März 1908 in Mocsolád; † 13. Januar 1990 in Málaga) war ein ungarischer Fußballspieler und -trainer, der als Spieler mit dem Budapester Hungária MTK FC ungarischer Meister wurde und als Trainer vier weitere Meistertitel holte, ehe er eine langjährige Trainerkarriere im Ausland anschloss.

## Vereinskarriere
Kalmárs Karriere begann in den späten 1920er Jahren bei der Budapester Hungária, wo sich der elegante und vielseitige Spieler rasch einen Namen machte. Meist wurde der technisch wie taktisch hervorragende Kalmár als Mittelläufer oder – trotz seiner nicht überragenden Körpergröße – als Mittelstürmer aufgestellt, kam jedoch auch auf anderen Positionen zum Einsatz. Gefürchtet waren insbesondere auch seine präzisen Schüsse aus größerer Distanz.
Im Jahr 1929 holten die Blau-Weißen ihren ersten Meistertitel nach Einführung des Profifußballs in Ungarn und Kalmár war mit 19 Toren nicht nur erfolgreichster Torschütze in einer Sturmreihe, der auch Ferenc Hirzer und György Molnár angehörten, sondern wurde nach Saisonende auch zum ungarischen Spieler des Jahres gewählt. Kalmárs Karriere war durch mehrere schwere Verletzungen unterbrochen, darunter auch ein Beinbruch, den er sich im Herbst 1929 zuzog. Im Jahr 1932 holte er einen zweiten Titel, als der Ferencvárosi FC im Cupfinale im Wiederholungsspiel mit 4:3 geschlagen wurde.
1933 verließ er seinen Stammklub und nahm wie auch eine Reihe anderer ungarischer Berufsspieler ein Angebot aus der französischen Division 1 an, wo er beim Excelsior AC Roubaix sein Geld verdiente. Dort spielte er in einer Mannschaft mit Heinrich Hiltl und Célestin Delmer und erreichte in seiner ersten Saison in Nordfrankreich einen fünften Platz. Danach lief es allerdings weniger gut und in den beiden folgenden Jahren hielt sich die Mannschaft jeweils nur im Tabellenmittelfeld. Während der Saison 1935/36 verließ Kalmár den Verein und wechselte in die Division 2 zum Lokalrivalen Racing Club Roubaix, welcher auf Anhieb als Tabellenzweiter den Aufstieg in die höchste Spielklasse erreichte. Dort wurde im folgenden Jahr auch die Klasse gehalten, ehe Kalmár sich für sein letztes Jahr in Frankreich dem Zweitligisten Stade Reims anschloss.
Danach kehrte er nach Ungarn zurück, wo er zunächst nochmals zwei Jahre für die Hungária spielte und im Anschluss noch bis 1944 als Spielertrainer bei Kistext SE tätig war, der unterklassigen Firmenmannschaft eines Textilunternehmens aus Kispest.

## Nationalteam
Zu seinem ersten Einsatz im Nationalteam kam Kalmár im Oktober 1928, als er bei einer 1:5-Niederlage gegen Österreich als linker Läufer eingesetzt wurde. In weiter Folge wurde er meist als Mittelläufer oder Mittelstürmer aufgestellt und erzielte im September 1929 sein erstes Tor bei einem 1:1 gegen die Tschechoslowakei, als er František Plánička mit einem Schuss aus 30 Metern Distanz bezwang.
Nach seinem Beinbruch kehrte er 1931 in die Nationalmannschaft zurück, wo er in den nächsten beiden Jahren zur Stammbesetzung gehörte. Sein 15. und letztes Spiel für Ungarn machte er im Oktober 1932, wo ihm beim 2:3 gegen Österreich auch sein viertes Tor gelang. Durch seine Engagements im Ausland fand er keine weitere Berücksichtigung im Nationalteam mehr.
Während seiner Zeit in Frankreich kam Kalmár auch in der Regionalauswahl Nordfrankreichs zum Einsatz.

## Trainerkarriere
Neben seiner Tätigkeit bei Kistext gehörte Kalmár während der Kriegsjahre auch dem Trainerstab der Nationalmannschaft an. Nach Kriegsende übernahm er die sportliche Leitung beim Erstligisten Csepeli Munkás TE und führte die Mannschaft von der Donauinsel zum Meistertitel in der Saison 1947/48.
1951 erhielt er das Angebot, den Armeeverein Budapesti Honvéd SE zu betreuen, welcher zu dieser Zeit den ungarischen Fußball dominierte. Viele der stärksten Spieler des Landes waren bei diesem Verein konzentriert und Kalmár stand eine Mannschaft zur Verfügung, der unter anderem Ferenc Puskás, Sándor Kocsis, József Bozsik, László Budai, Gyula Lóránt, Gyula Grosics, Zoltán Czibor und Lajos Tichy angehörten. Mit dieser Ansammlung von Talenten holte Kalmár in den nächsten vier Jahren drei Meistertitel.
Im Jahr 1956 befand sich die Mannschaft von Honvéd für ein Europacupspiel gegen Athletic Bilbao im Ausland, als in Ungarn die Niederschlagung des Volksaufstandes ihren Beginn nahm. Die Mannschaft beschloss, nicht nach Ungarn zurückzukehren und führte nach Freundschaftsspielen in Europa eine von Béla Guttmann organisierte Tournee in Südamerika durch. Nach der Rückkehr ließ sich Kalmár in Wien nieder, wo er zunächst sogar als österreichischer Verbandstrainer im Gespräch war, ehe er im März 1957 das Traineramt beim SC Wacker Wien übernahm und mit den Meidlingern zweimal in Folge den vierten Platz in der Meisterschaft erreichte.
1958 folgte er vielen seiner ehemaligen Spieler nach Spanien und wurde nach einer kurzen Tätigkeit beim FC Sevilla Trainer beim FC Granada, den er mit dem Finaleinzug bei der Copa del Generalísimo 1959 zum größten Erfolg in der Vereinsgeschichte führte. Das Finale ging allerdings mit 1:4 gegen den FC Barcelona verloren, wobei Kalmárs ehemaliger Schützling Sándor Kocsis zwei Tore für die Katalanen erzielte.
Im folgenden Jahr nahm er Angebot von Hapoel Tel Aviv an und betreute die Mannschaft zwei Jahre lang, wobei einmal der Cupsieg gelang. In der Saison 1962/63 wurde er mit dem FC Porto portugiesischer Vizemeister. 1966 übernahm er für drei Saisonen den Trainerposten beim RCD Espanyol Barcelona und führte die Mannschaft als bestes Ergebnis zu einem dritten Platz in der Meisterschaft.
Weitere Trainerstationen in Spanien waren Real Valladolid, Hércules Alicante sowie der CD Málaga, mit dem zweimal der Aufstieg in die höchste Spielklasse gelang.

## Erfolge
- Ungarischer Meister: 1928/29 (als Spieler), 1948/49, 1952, 1954, 1955 (als Trainer)
- Ungarischer Pokalsieger: 1931/32 (als Spieler)
- Israelischer Pokalsieger: 1959/60 (als Trainer)
- 15 Spiele und 4 Tore für die ungarische Fußballnationalmannschaft